# Peresecina
Peresecina es una comuna y pueblo de la República de Moldavia ubicada en el distrito de Orhei.
En 2004 tiene 7430 habitantes, casi todos étnicamente moldavos-rumanos. Es la segunda localidad más poblada del distrito tras la capital Orhei.
Tiene su origen en la antigua localidad de Peresecen, que fue un importante asentamiento eslavo en los siglos IX y X. Se conoce la existencia del actual pueblo desde el siglo XV.
Se sitúa sobre la carretera M2 al sur del distrito, en el límite con el distrito de Criuleni y con el distrito de Strășeni, y unos 25 km al norte de Chisináu.